# 西森マリー
西森 マリー（にしもり まりー、1956年7月19日 - ）は、イギリス出身、1980 - 1990年代の日本で活躍した翻訳家、映画評論家であり、米国のジャーナリストである。本名、マリー・シェヘラザード・伊神（1986年時点）。

## 人物
野生動物保護運動に取り組み、イスラム教徒でもある。菜食主義者。
父はオランダ人、母は日本人。英語、アラビア語、フランス語、日本語に堪能。

## 経歴
1976年にエジプトのカイロ大学へ留学（専攻は比較言語心理学）後、東京外国語大学（心理学、アラビア語専攻）卒業。1979年、フジテレビにリポーターとして入社。フジテレビ退社後は『11PM』（日本テレビ）でインタビュアーなどを務める。キャスター以外にロックの訳詞家としては、ローリング・ストーンズ、デフ・レパード、ボン・ジョヴィなどの1000枚以上のアルバムに日本語訳詞をつけた。
1994年夏、日本からオランダに移住。ドイツを拠点に取材活動や翻訳活動等を行う。1998年以降は拠点をアメリカ合衆国テキサス州に移し、赤い州の実態をレポートしている。

## 出演番組

### テレビ
報道・情報番組
| 期間       | 期間      | 番組名                                    | 役職                                                                    |
| ---------- | --------- | ----------------------------------------- | ----------------------------------------------------------------------- |
| 1986年4月  | 1988年3月 | FNNモーニングコール（フジテレビ）         | リポーター                                                              |
| 1989年10月 | 1991年9月 | CNNモーニング（テレビ朝日）               | 木曜日サブキャスター兼週末メインキャスター ※木曜日担当は、1990年3月まで |
| 1989年10月 | 1990年3月 | CNNモーニングEnglish Shower（テレビ朝日） | 木曜日サブキャスター                                                    |
| 1991年10月 | 1993年9月 | ザ・CNN（テレビ朝日）                     | メインキャスター                                                        |

バラエティ・教養番組・その他
- 英会話I（1989年 - 1990年、NHK教育テレビ）：講師
- スクリーン・イングリッシュ（1989年 - 1990年、NHK教育テレビ）：講師
- ミュージック・ボックス（1988年 - 1989年、NHK衛星放送）：VJ
- TV海賊チャンネル（1984年 - 1986年、日本テレビ）[3]
- スーパーポップTV（1986年、日本テレビ）[3]
- ジマクラチヨコ（1993年10月‐1994年３月　フジテレビ）MC

### ラジオ
- ワールド・ポップス「オールリクエスト」（NHK-FM）[2]
- ミュージックシティー「ロック・サウンド」（NHK-FM）：DJ
- ラジオジャパン（1990年 - 1992年、NHK国際放送）：DJ
- KIRIN LIVE PARADISE（エフエム東京）
- えのきどいちろうの深夜放送主義（TOKYO FM）

## 著書
- 『マリーのとっておき英会話 : オフビート感覚でイキイキおしゃべり』日本文芸社、1987年6月10日。
- 『西森マリーと英語でrock & movie 楽しんで学ぶショウ・ビズ英語決定版』バベル・プレス 1992
- 『西森マリーのカード、英語で書きましょう! クリスマス、バースディ、ヴァレンタインetc.』研究社出版 1992
- 『西森マリーの訳詞教室 聴くまえにお読みください!』ジャパンタイムズ 1992
- 『ガイジンにナメられない英会話 パブロフの犬よ、さようなら!』ジャパンタイムズ 1993
- 『字幕のむこうの別世界 : Read between the lines 西森マリーのスクリーン英語』日本放送出版協会 1993
- 『ポップス訳詞塾―ポップス&ロックの英語の歌詞を楽しく講義!』研究社、1993
- 『西森マリーのバイリンガル映画道場 ハリウッドをめざせ!』ジャパンタイムズ 1994
- 『西森マリーのあの映画をもう一度みるときに役立つ本』ジャパンタイムズ 1995
- 『にちようびの英語の本』大和書房 にちようびの本 1995 『マリーさんの声に出して読みたい英語』新潮文庫
- 『オシャレな英語の手紙を書きましょう!』ジャパンタイムズ 1996
- 『西森マリーのカード、英語で書きましょう!. ver.2』研究社出版 1996
- 『ステキな英語のカードを書きましょう!』ジャパンタイムズ 1997
- 『マリーさんの英語教室めいっぱいネイティブ気分』小学館ジェイブックス 1997
- 『英語でEメール!』研究社出版 1998
- 『英語で楽しく自己紹介!』ジャパンタイムズ 1998
- 『ガイジンを悩ませる英会話 日本人の英語はココがヘン!』ジャパンタイムズ 1999
- 『愛の殺し文句 映画でオシャレに英会話』ジャパンタイムズ 2001
- 『警告!絶対にマネをしてはいけない「ブッシュ君」英語集 正しい英語例つき』マガジンハウス 2003
- 『この英語、ネイティヴにはジョーシキです!』ジャパンタイムズ 2004
- 『ネイティヴ感覚で英会話』新潮文庫 2005
- 『恋愛映画で学ぶ英会話 愛の名セリフ100』（特別講師）近代映画社 2006
- 『オバマ失言で学ぶアメリカ』ベストセラーズ 2010
- 『レッド・ステイツの真実 アメリカの知られざる実像に迫る』研究社 2011
- 『聖書をわかれば英語はもっとわかる』講談社 2013
- 『世界のエリートがみんな使っているシェイクスピアの英語』講談社パワー・イングリッシュ 2014
- 『完全対訳トランプ・ヒラリー・クルーズ・サンダース演説集 何が勝負を決したのか?』著・訳 星海社新書、星海社 2016
- 『ギリシア・ローマ神話を知れば英語はもっと上達する』講談社パワー・イングリッシュ 2017
- 『ドナルド・トランプはなぜ大統領になれたのか? アメリカを蝕むリベラル・エリートの真実』星海社新書 2017
- 『サトコとナダ』（全4巻）星海社コミックス 2017
- 『ディープ・ステイトの真実　―日本人が絶対知らない! アメリカ“闇の支配層”―』秀和システム 2021
- 『カバールの正体　―世界人類の99.99%を支配する―』（副島隆彦と共著）秀和システム 2021 
「カバール」（英:Cabal）とは陰謀を企てる秘密組織の事